# Torosz-hegység
A Torosz-hegység vagy Taurosz (törökül Toros Dağları illetve Aladağlar) az Eurázsiai-hegységrendszer tagja, mely körülbelül 560 km hosszan, nyugat-keleti irányban terül el Törökország Földközi-tengeri illetve Délkelet-anatóliai régiójának térségében, a tengerparttal párhuzamosan. Az üledékes kőzetekből (mészkő) álló hegylánc az Eğridir-tótól az Eufrátesz felső szakaszáig terjed. Az Adana közelében fekvő északkeleti kiterjedését Antitorosznak (Akdağ) nevezik. A legmagasabb csúcsai a Demirkazık (3756 m), az Emler és a Kızılkaya (mindkettő 3723 m magas), a Nemrut (2150 m) és az Erciyes Dağı (3916 m). A hegység területén található az Aladağlar Nemzeti Park. A Toros-hegység elhelyezkedése megakadályozza, hogy a partmenti mediterrán éghajlat Közép-Anatóliára is kiterjedjen.
A hegyekben leginkább nomád török törzsek élnek, a lábánál fekvő legfontosabb város Antalya, mely a turizmus központja, bár maguk a hegyek is hozzájárulnak Törökország idegenforgalmi bevételéhez, télen ugyanis sokan érkeznek ide síelni.
Részei:
- Nyugati-Torosz (Batı Toroslar):
Akdağlar, Bey Dağları, Katrancık Dağı, Geyik Dağları
- Középső-Torosz (Orta Toroslar):
 Akçalı Dağları, Bolkar Dağları, Aladağlar, Tahtalı Dağları
- Délkeleti-Torosz vagy Örmény-Torosz (Güneydoğu Toroslar):
Nurhak Dağları, Malatya Dağları, Maden Dağları, Genç Dağları, Bitlis Dağları
- Belső-Torosz (Karasu-Aras Dağları)